# Guerre de Dévolution
Guerres de Louis XIV
Batailles
- Charleroi
- Douai
- Lille
- Besançon
- Dole
- Gray

La guerre de Dévolution s'est déroulée en 1667 et 1668. Il s'agit de la première guerre du jeune Louis XIV. Elle prend fin le 2 mai 1668 par la signature du traité d'Aix-la-Chapelle par les différents belligérants.

## Les causes de la guerre
Philippe IV, roi d'Espagne, meurt le 17 septembre 1665. Il laisse le trône à son seul fils, Charles II, un enfant de quatre ans si chétif et atteint de handicap (à la suite de nombreux mariages consanguins) que les cours européennes ne doutent pas de sa mort prochaine. Dans cette hypothèse, la succession d'Espagne aurait été ouverte. Anticipant l'événement, l'empereur Léopold Ier et Louis XIV, tous deux gendres du défunt Philippe IV, signèrent un traité secret de partage en janvier 1668 à Vienne.
Sans attendre, Louis XIV, époux depuis 1660 de l'infante Marie-Thérèse, fille aînée de Philippe IV, forma des prétentions, au nom de sa femme, sur plusieurs provinces de la monarchie espagnole. La reine de France avait renoncé à ses droits, renoncement exprimé par le contrat de mariage et confirmé par le traité des Pyrénées, mais la clause du traité qui l'y contraignait liait cette renonciation au versement d'une dot de 500 000 écus d'or qui n'a jamais été réglée.
Peu après la mort du roi Philippe IV d'Espagne en septembre 1665, la France constitue sous le nom de Traité des droits de la Reine Très Chrétienne, un dossier qui ouvre la succession d'Espagne. Ce traité s'appuie essentiellement sur le droit de dévolution, une vieille coutume du Brabant, d'après laquelle les enfants d'un premier mariage — en l'occurrence, Marie-Thérèse, épouse de Louis XIV — sont les seuls héritiers de leurs parents au détriment des enfants nés d'un second mariage — en l'occurrence, Charles II.
Le Grand-pensionnaire Johan de Witt essaie de prévenir la guerre, en engageant Louis XIV à consentir à une transaction par laquelle il aurait le duché de Luxembourg, Cambrai, Douai, Aire, Saint-Omer, Bergues et Furnes, à condition qu'il renonce à toutes les prétentions que la reine pourrait former un jour sur la monarchie espagnole. Louis XIV n'ayant jamais voulu souscrire à cette condition, la guerre éclate en 1667.

## Le contexte

### La menace espagnole
En 1526, le traité de Madrid, en abolissant la vassalité de la Flandre, brisa le dernier lien qui attachait ce pays à la France. Charles Quint l'incorpora aux 17 provinces qui formèrent le cercle de Bourgogne, qui deviendront ensuite les Pays-Bas espagnols en 1549. En 1581, les Provinces-Unies proclament leur indépendance et seuls les Pays-Bas du Sud restent sous domination espagnole.
| En Europe             | Hors d'Europe                                                 |
| --------------------- | ------------------------------------------------------------- |
| L'Espagne             | La moitié de l'Amérique avec les mines du Pérou et du Mexique |
| Les Baléares          | La moitié de l'Amérique avec les mines du Pérou et du Mexique |
| La Navarre            | La moitié de l'Amérique avec les mines du Pérou et du Mexique |
| La Sicile             | Une partie de l'Océanie                                       |
| La Sardaigne          | Une partie de l'Océanie                                       |
| Le royaume de Naples  | Une partie de l'Océanie                                       |
| Le Milanais           | Colonies africaines                                           |
| Le Comté de Bourgogne | Colonies africaines                                           |
| Les Pays-Bas          | Colonies africaines                                           |

Le problème qui se pose alors au jeune Louis fait référence à la dangerosité de l'encerclement du pays français par les possessions espagnoles.
À l'est, la Franche-Comté fait de Dijon et de Langres des places frontalières ; au nord, la Flandre fait partie des Pays-Bas espagnols, à moins de 200 kilomètres de Paris. Les domaines alsaciens attribués au roi de France lors des traités de Westphalie n'ont pas de contact direct avec le territoire français : la Lorraine et la Franche-Comté les en séparent. Cependant, la paix de Vincennes (1661) a accordé aux troupes du roi de France des routes passant par la Lorraine, où existent d'importantes enclaves françaises liées à la possession des Trois-Évêchés (Metz, Toul et Verdun), leur permettant ainsi de rejoindre l'Alsace.

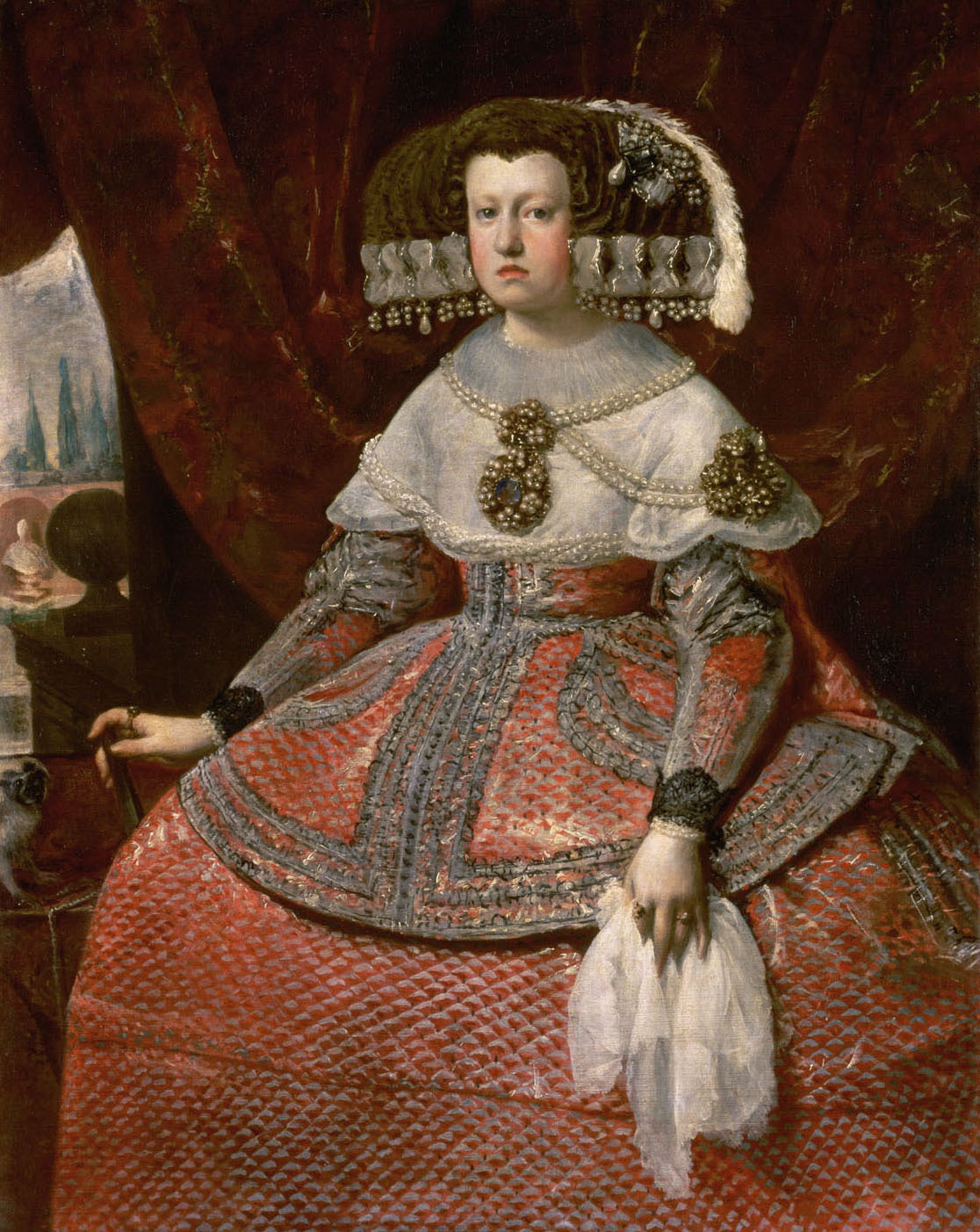
Portrait de la reine Marie-Anne d'Autriche, par Diego Vélasquez.

### Un climat politique favorable
En 1667, le climat politique en Europe est plutôt favorable à la France.

#### Une Espagne faible
L'Espagne, engagée depuis 27 ans dans la guerre de Restauration portugaise, y consacre la grande partie de son potentiel militaire. C'est pourquoi, la régente du trône espagnol Marie-Anne d'Autriche, veuve de Philippe IV, ne répondra pas à l'invitation de Louis XIV à reconnaître la conquête de la Flandre, au début de la guerre.
En Flandre d'ailleurs, les installations militaires ne sont pas organisées de manière cohérente : chaque grande ville est responsable d'elle-même et doit entretenir sa propre défense. Ainsi, les villes sont mal ou peu préparées à soutenir un siège. Cette mauvaise préparation donnera à la France un avantage certain.
Plus au sud, la France, qui avait abandonné le roi portugais de la maison de Bragance en signant le traité des Pyrénées, s'en rapproche. Le 31 mars 1667, Louis XIV conclut avec le roi Alphonse VI du Portugal une nouvelle alliance offensive qui oblige alors la monarchie espagnole à mettre fin à la guerre d'Acclamation en reconnaissant l'indépendance du Portugal à Lisbonne le 13 février 1668.

#### Une France forte
La France n'est en guerre que contre l'Angleterre, aux côtés des Provinces-Unies. Contrairement à l'Espagne, la France est engagée dans un conflit naval, sollicitant par suite moins d'hommes que pour un conflit terrestre. « La Royale » n'y est d'ailleurs pas engagée à grande échelle.
Le seul adversaire potentiel de l'expansion française se présente en la personne de l'empereur Léopold Ier. En effet, conformément aux accords d’Augsbourg de 1548 et en tant que membre du cercle de Bourgogne, les Pays-Bas espagnols sont sous la protection du Saint-Empire romain germanique, qui leur doit assistance en cas d'agression. Pour éliminer cette menace, la diplomatie française se lie avec la Ligue du Rhin, dont le but est le maintien des clauses du traité de Westphalie. Les princes allemands s'engagent ainsi à ne laisser passer dans leurs États aucune troupe destinée à attaquer la France dans les Pays-Bas espagnols ou en d'autres lieux.

## Les combats et batailles

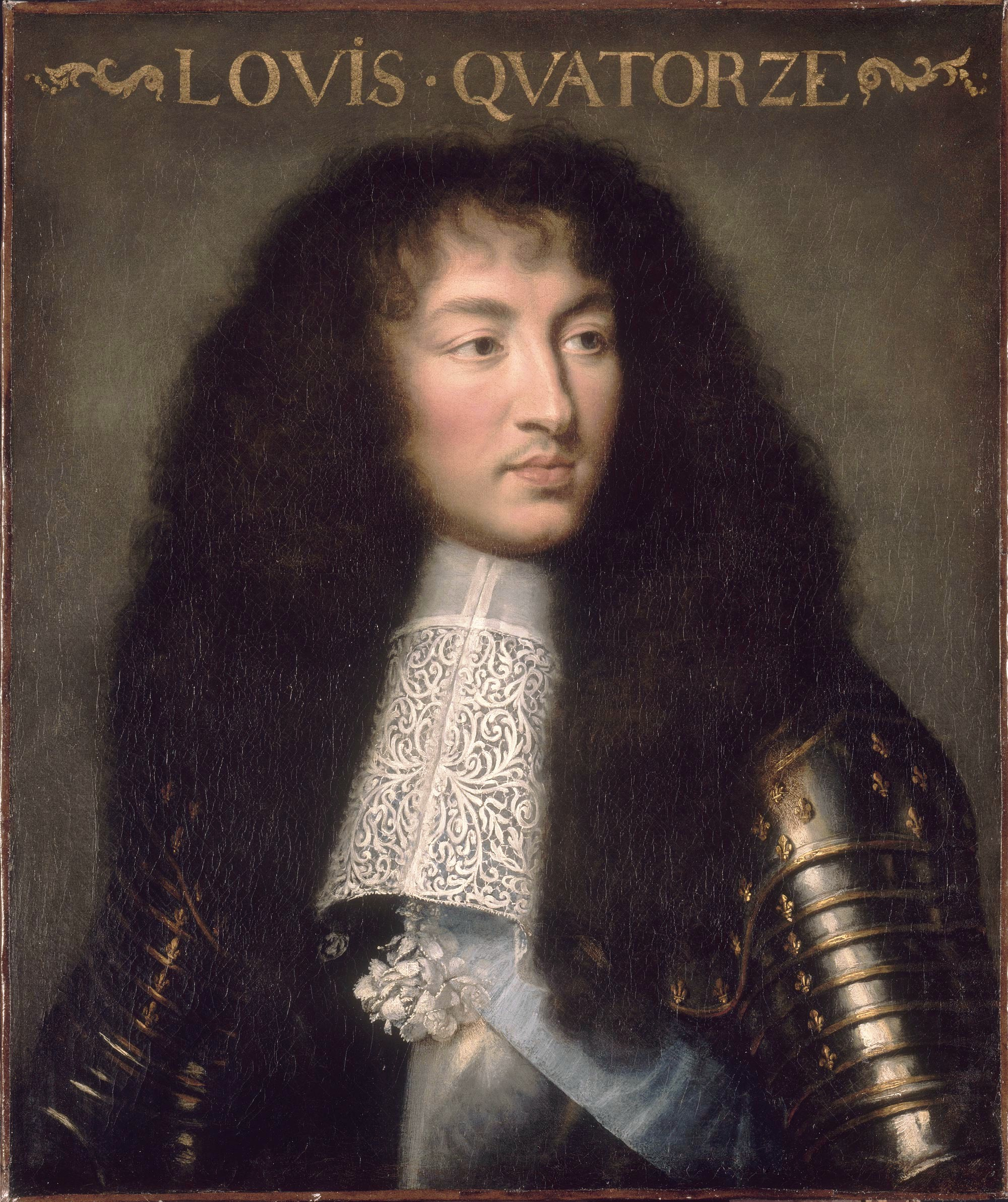
Louis XIV par Charles Le Brun.

### Les préparatifs
Les mois de mars et avril 1667 marquent le début des préparatifs militaires de Louis XIV. Le marquis de Castel-Rodrigo, gouverneur de la province flamande, alerte en vain Madrid.
Considérablement réduit à la suite du traité des Pyrénées, le contingent français ne compte que 50 000 hommes en 1665. Au printemps 1667, Louis XIV fait passer ce nombre à 82 000.
Sans attendre la fin de la guerre anglo-hollandaise, le « Grand-Roi » adresse le Traité des droits de la Reine Très-Chrétienne à Madrid le 8 mai 1667, dans lequel il réclame la cession du duché de Brabant, de la seigneurie de Malines, d'Anvers, de la Gueldre supérieure, de Namur, du Limbourg, avec les places d'outre-Meuse, du Hainault, de l'Artois, de Cambrai, du duché de Luxembourg, d'une partie de la Flandre et de toute la Franche-Comté. Louis XIV ne songeait pas à en recueillir pour lui la totalité. Aussi, dès 1665, à la mort de Philippe IV, fit-il proposer à l’empereur Léopold Ier, gendre comme lui du défunt, un traité de partage, qui fut signé en secret à Vienne dans la nuit du 19 au 20 janvier 1668.
Alors que le dossier évoquant le droit de dévolution à la reine parcourt son chemin jusqu'à Madrid, la Flandre voit arriver les troupes françaises et son roi, parti non pas en campagne mais en « voyage ».

### Une succession de sièges

#### La campagne de Flandre
En quatre jours 51 000 soldats ont pu être rassemblés entre Mézières et la mer. Ayant quitté Paris le 16 mai 1667, l'armée principale forte de 35 000 hommes, marche sous la conduite du roi lui-même, accompagné du maréchal Henri de La Tour d'Auvergne, vicomte de Turenne. À leur gauche, le corps d'armée du maréchal Antoine d'Aumont de Rochebaron avance en longeant les côtes de la Manche. Un troisième corps, commandé par le lieutenant général François de Créquy, protège l'armée principale sur son flanc droit. Le 24 mai 1667, les trois corps passent à l'attaque et envahissent ensemble le territoire espagnol. Le fait d'y aller massivement avait pour but de garantir la supériorité numérique des Français, et d'empêcher l'ennemi de se concentrer sur une seule colonne.
Les Pays-Bas espagnols étant mal préparés à un état de siège, son gouverneur le marquis de Castel Rodrigo constitue une armée de campagne en réunissant une milice et les quelques troupes espagnoles qu'il commande.
La France, qui combat également sur un autre front ou plutôt sur un autre flot, celui de la mer du Nord, depuis le 26 janvier 1666, veut maintenant s'en dégager afin de récupérer ses troupes pour les masser contre les Pays-Bas espagnols.

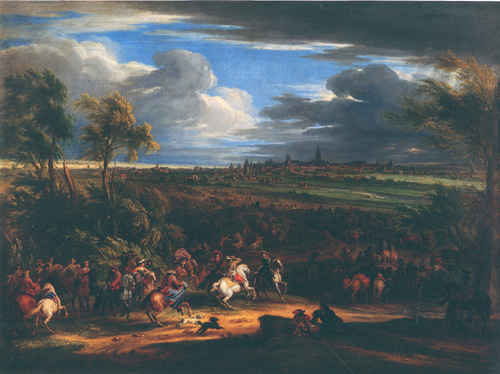
L'armée française devant Courtrai en juin 1667 par Adam François van der Meulen.

Sur la terre ferme, les trois corps d'armée du roi sont prêts.
Le premier objectif est la forteresse de Charleroi, située au niveau de la Sambre, frontière naturelle délimitant le nord et le sud des possessions espagnoles. La petite armée du marquis de Castel-Rodrigo essaie d’opposer une résistance face au siège français, mais elle n’y arrive guère, surtout après que l'armée française eut détruit les fortifications protégeant la forteresse. Le maréchal de Turenne s’empare de Charleroi le 2 juin 1667. L’ingénieur principal Vauban est appelé, afin de décider l'ordre d’attaque des villes de Mons et de Namur, en fonction de leurs défenses. Cette décision prenant du temps, le premier corps d’armée campe une dizaine de jours à Charleroi. Finalement, l'Espagne ayant renforcé les forteresses de Mons et de Namur, Turenne contourne Mons et arrive aux portes de la ville d’Ath. Ses fortifications ne sont pas un problème pour les Français vu qu'ils les ont construites quand la ville faisait encore partie du royaume de France. Les Espagnols, surpris par la stratégie française, essaient tant bien que mal de se défendre, mais le 16 juin, la ville est conquise.
L'objectif du maréchal de Turenne est dorénavant en plein centre de la Flandre : Lille. Mais la ville espagnole est défendue par les villes de Bruges, Gand, Bruxelles et Namur. Il se détourne donc vers Tournai. Louis XIV se présente devant Tournai le 21 juin ; le jour suivant, la première tranchée s'ouvre. La ville se livre enfin le 25 et le château le 26. Puis l'armée principale se déplace le long de l’Escaut sur son flanc ouest et assiège avec succès Douai le 7 juillet.
Pendant ce temps, plus au nord, le corps d’armée du maréchal d'Aumont a avancé avec succès au sein de la Flandre, en prenant la ville de Bergues le 6 juin et celle de Furnes six jours plus tard. Après cette réussite, d'Aumont ordonne l'attaque de Courtrai, qui sera enfin conquise le 18 juillet, quatre jours après la déclaration de guerre de l'Espagne. Le corps d’armée de Turenne ayant rejoint celui d’Aumont, ils prennent ensemble la garnison espagnole d'Oudenaarde du 29 au 31 juillet, puis le fort de Scarpe et enfin la ville d'Armentières.

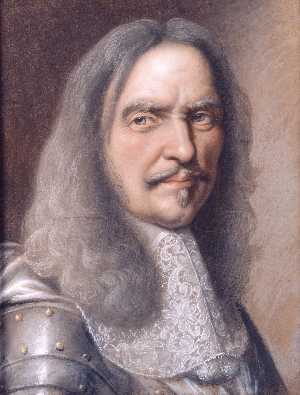
Le maréchal de Turenne par Robert Nanteuil.

Grâce à l'avance des Français, les principales forteresses espagnoles, Ypres, Lille et Mons, sont isolées. Toutefois, plutôt que d’assiéger immédiatement ces forteresses, Turenne décide de continuer vers Anvers, afin d’exploiter la faiblesse des troupes espagnoles. Cette tentative échoue cependant entre Gand et Bruxelles, à Termonde. Cette petite forteresse défendue par 2 500 Espagnols a en effet réussi à tenir face à l'armée française. Le maréchal de Turenne décide donc de revenir sur ses pas et fait préparer le siège de Lille, au début du mois d'août. Lille réussit à tenir plusieurs jours, mais elle finit par capituler le 27 août, ne pouvant résister au siège de Vauban. En échange de cette capitulation, la garnison espagnole demande leur libre circulation, revendication qui est aussitôt acceptée par la France.
De son côté, le marquis de Castel-Rodrigo, qui n’est pas encore informé de la chute de la forteresse, réunit une armée forte de 12 000 hommes, sous le commandement du comte de Marchin, afin de soulager Lille. Le 31 août, il rencontre le corps d'armée du marquis de Créquy, que Louis XIV avait placé sur leur flanc droit pour couvrir l'avance de Turenne. Une violente bataille a lieu, dont l’issue oblige les troupes du comte de Marchin à se retirer. Après le siège de Lille, le maréchal de Turenne s’empare d’Alost le 12 septembre, ce qui interrompt les liaisons entre Gand et Bruxelles. Le lendemain, la forteresse de Mons finit par se rendre.
La campagne de Flandre se termine le 13 septembre 1667.
En Espagne, les préparatifs étaient déjà prêts pour envoyer dès le mois de juin une force militaire en Flandre. Le gouvernement de la régente avait réuni plus d’un million de pesos, et il était prévu que Juan José d'Autriche la commande. Mais son envoi a été retardé de plusieurs mois par l’Angleterre et la Hollande, qui s’étaient alliées avec l’Espagne. En fin de compte, les complications induites par cette alliance ont conduit l'armée espagnole à ne jamais partir pour la Flandre.

#### De nouvelles coalitions
Malgré l'engagement hollandais contre l'Angleterre, les Provinces-Unies restent observatrices de l'expansion française. Les victoires de l'armée du « Grand-Roi » suscitent de la peur. Les Anglais, alarmés eux aussi de la présence des Français sur l’Escaut, tombent d’accord avec leurs ennemis pour signer le traité de paix à Bréda en juillet 1667. Dès le mois de janvier suivant, les Provinces-Unies concluent avec l'adversaire de la veille la Triple-Alliance de La Haye, où entrera ensuite la Suède.
Pendant ce temps, les États de Franche-Comté préparent un projet d'alliance avec la Confédération suisse, qui pourrait lever un régiment de 1 000 cavaliers, au cas où ces derniers seraient attaqués et qui permettrait à l'Espagne de lever une armée de 2 000 à 15 000 hommes sur le territoire suisse en cas de guerre.
C’est le commencement des coalitions dirigées contre la France, considérée désormais comme le plus puissant des États, celui contre lequel il faut se garder.

#### La campagne de Franche-Comté

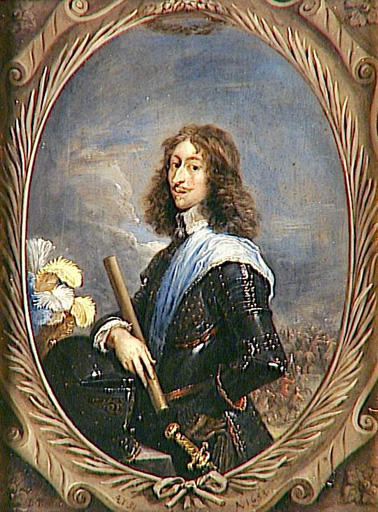
Le Grand Condé par David Teniers le Jeune.

Le 8 décembre 1667, le Grand Condé obtient du roi le commandement des troupes stationnées à la frontière de la Bourgogne, après être resté sans affectation durant la campagne de Flandre.
Condé était un ancien adversaire du roi pendant la Fronde des princes, mais le traité des Pyrénées de 1659 lui assura le pardon royal, proclamé à Aix-en-Provence, peu avant le mariage de Louis XIV et de l'infante Marie-Thérèse d'Autriche. De plus, la première fois qu’il a reçu un commandement militaire, c’était en tant que gouverneur de Bourgogne. Dans cette position, Condé était le seul en mesure de préparer une attaque contre la Franche-Comté. À cet effet, un corps d'armée est nouvellement créé qui sera accompagné encore une fois de Louis XIV.
Le roi quitte Saint-Germain le 2 février 1668 pour rejoindre l'armée du Grand Condé. À cette époque, le roi a reçu par un espion les nouvelles conclusions de la Triple-Alliance de La Haye, qui serait prête à lui déclarer la guerre si la France ne renonçait pas aux Pays-Bas espagnols ou à la Franche-Comté.

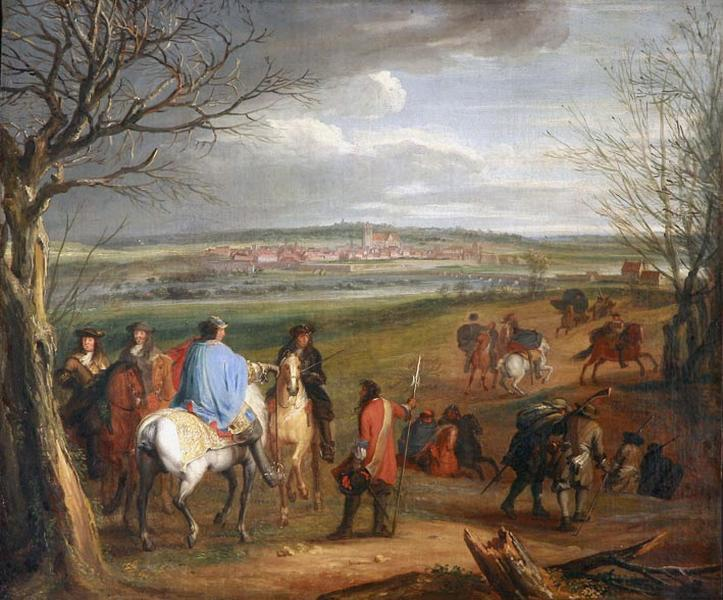
Le siège de Dole par Adam François van der Meulen.

Malgré cette circonstance, l'armée de Condé se dirige vers la Franche-Comté. Le général de Condé avance vers Besançon le 4 février 1668 et s’en empare le 7 après un bref siège. Le même jour, Salins est prise par le corps d’armée dirigé par le général François-Henri de Montmorency-Luxembourg. Les deux forts n’ont pratiquement pas donné de résistance. Après ces deux sièges rondement menés, l'armée française se concentre sur la forteresse de Dole. Celle-ci dépose les armes le 14 février, après seulement quatre jours de siège, alors que la ville avait résisté avec succès en 1636. Entre 400 et 500 soldats français y perdent la vie.
Cinq jours plus tard, le fort de Gray tombe.
Louis XIV revient à Saint-Germain le 24 février 1668.
Après seulement 17 jours le territoire francs-comtois est entièrement occupé. Ce rapide succès est principalement dû à la surprise et la mauvaise préparation des Espagnols. En outre, la population locale accueille généralement l’armée française avec gentillesse et s’incline devant sa supériorité. Le roi de France paraît alors maître de la situation, d'autant plus que le traité secret de Vienne le protège de l'Empire.

## La paix d'Aix-la-Chapelle ou paix Clémentine
Pierre II, roi du Portugal, décide de mettre fin à la guerre avec l'Espagne, libérant ainsi des troupes susceptibles d'être employées contre la France. Charles IV, duc de Lorraine et de Bar, promet 8 000 hommes aux adversaires de la France.

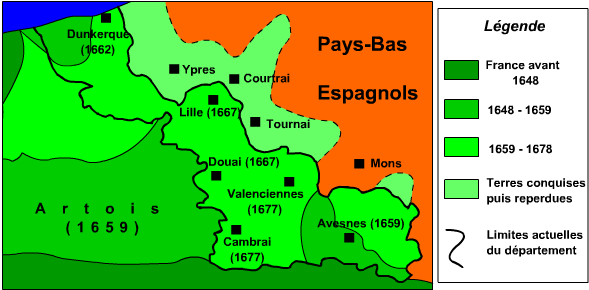
Gains territoriaux de la France dans la paix d'Aix-la-Chapelle.

Devant ces menaces, estimant qu'il a en main de nombreux atouts, et que son traité avec l'empereur lui laisserait tôt ou tard la totalité des Pays-Bas espagnols, Louis XIV accepte de négocier avec la Triple-Alliance.
Les négociations s'ouvrent à Aix-la-Chapelle entre d'Estrades pour la France, Dohna pour la Suède, Temple pour l'Angleterre et De Witt pour les Provinces-Unies, sous l'arbitrage du légat du pape Clément IX qui donna son nom à cette paix.
En ce qui concerne la France et l'Espagne, Colbert de Croissy, frère du contrôleur-général, s'y était rendu de la part du roi, en qualité de son ambassadeur et plénipotentiaire, et le marquis de Castel Rodrigo y avait envoyé le baron de Bergheik comme son subdélégué. Après la signature du traité de Saint-Germain[Quoi ?], par Louis XIV, la négociation de la paix ne fut plus difficile. Le traité fut signé à Aix-la-Chapelle le 2 mai 1668, sous la médiation du pape. Colbert de Croissy le signa pour le roi de France, et le baron de Bergheik pour le roi d'Espagne.

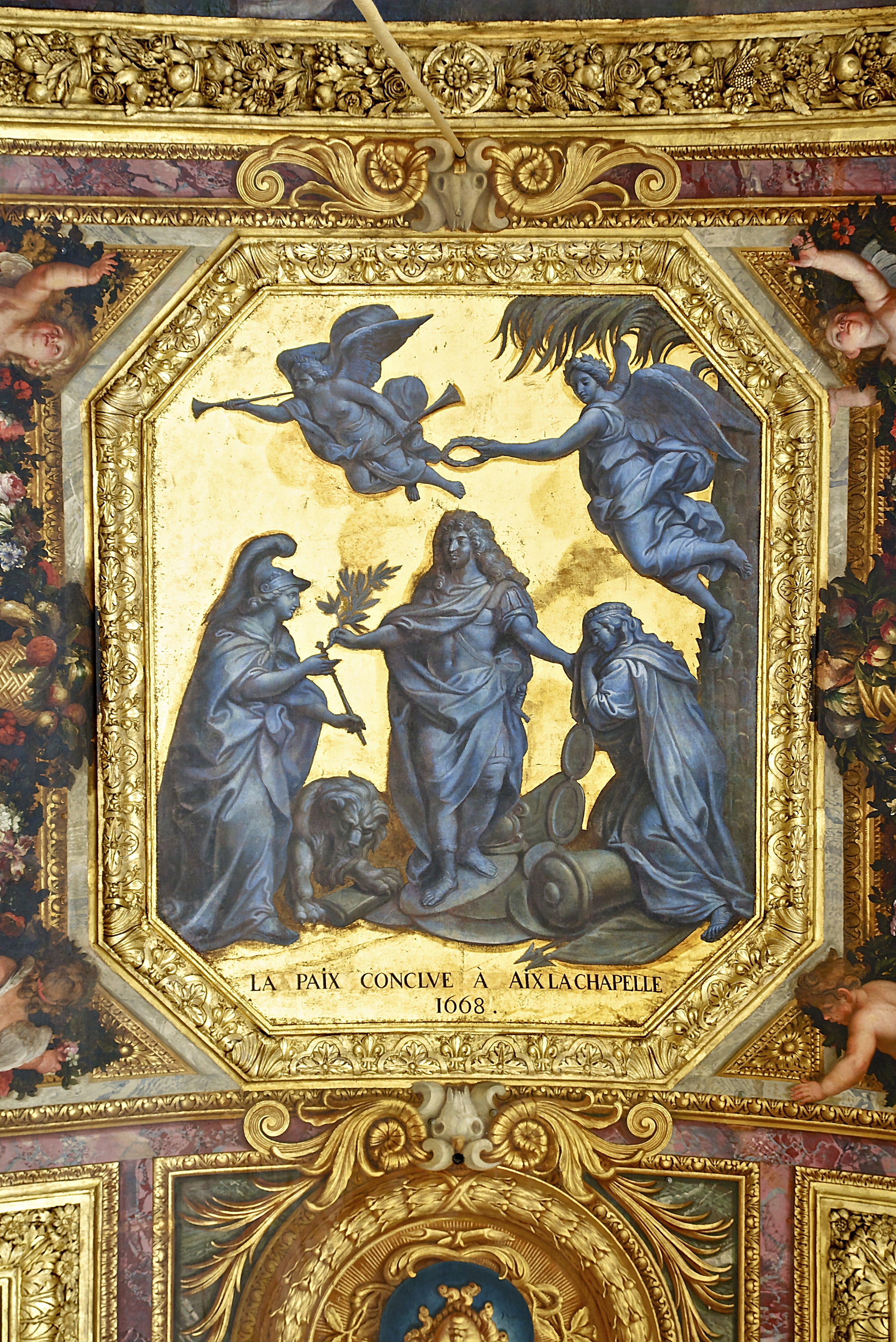
Commémoration de la Paix, plafond de la galerie des Glaces, château de Versailles.

Louis XIV écrivit plus tard dans ses mémoires à propos de la décision de paix :

« Dans les grands accroissements que ma fortune pouvait recevoir, rien ne me semblait plus nécessaire que de m'établir, chez mes plus petits voisins, dans une estime de modération et de probité qui pût adoucir en eux ces mouvements de frayeur que chacun conçoit naturellement à l'aspect d'une trop grande puissance. […] La Franche-Comté, que je rendais, se pouvait réduire en tel état que j'en serais le maître à toute heure, et que mes nouvelles conquêtes bien affermies m'ouvriraient une entrée plus sûre dans le reste des Pays-Bas : que la paix me donnerait le loisir de me fortifier chaque jour de finances, de vaisseaux, d'intelligences, et de tout ce que peuvent ménager les soins d'un prince appliqué dans un État puissant et riche; et qu'enfin dans toute l'Europe je serais plus considéré, et plus en pouvoir d'obtenir de chaque État particulier ce qui pourrait aller à mes fins, tandis que l'on me verrait sans adversaire, que quand il y aurait un parti formé contre moi. »

— Louis XIV, Mémoires pour l'instruction du Dauphin, 1668

## Les conséquences
Les articles 3 et 4 de cette paix adjugent à Louis XIV les conquêtes qu'il avait faites pendant la campagne de Flandre :

« En conséquence de la paix, le roi très chrétien demeurera saisi et jouira effectivement de toutes les places, forts et postes, que ses armes ont occupés ou fortifiés pendant la campagne de l'année passée : à savoir, de la forteresse de Charleroi, des villes de Binche et d'Ath, des places de Douai, le fort de Scarpe compris, Tournai, Oudenarde, Lille, Armentières, Courtrai, Bergues et Furnes, et de toute l'étendue de leurs bailliages, châtellenies, territoires, gouvernements, prévôtés, appartenances, dépendances et annexes. »

Vauban est envoyé dès la fin du mois de mai 1668 à la frontière nord afin de fortifier les places gagnées.
Par l'article 5, la France restitue la Franche-Comté au roi d'Espagne. Par l'article 7, les deux rois consentent que toutes les puissances qui le voudront garantissent ce traité.

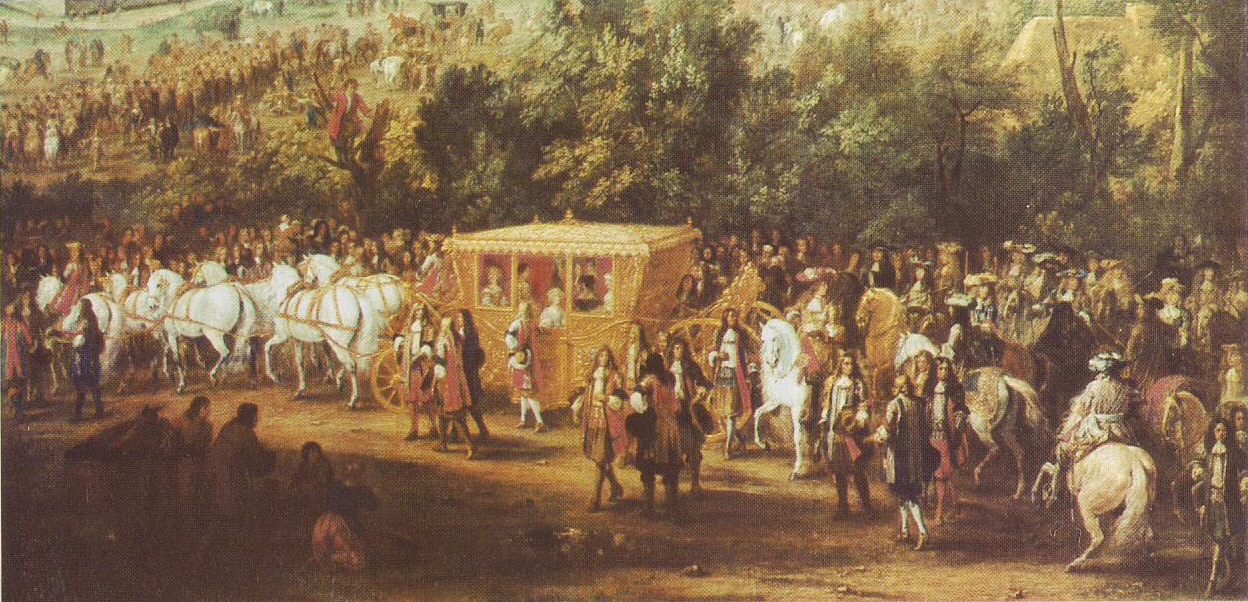
Louis XIV et Marie Thérèse à Arras en 1667, par Adam Frans van der Meulen.

La paix d'Aix-la-Chapelle de 1668 a ceci de particulier, que, ni dans le préambule ni dans un article, il n'est question des prétentions de la reine de France sur les Pays-Bas, qui avaient été le motif de la guerre, ni de la renonciation de cette princesse à la monarchie espagnole. L'Espagne est beaucoup blâmée d'avoir abandonné à la France les places importantes — comme Maubeuge, Valenciennes, Cambrai, Saint-Omer et Aire-sur-la-Lys — qu'elle lui céda par les articles 4 et 8, et qui sont les clefs des Pays-Bas, plutôt que d'avoir renoncé à la Franche-Comté, avec les villes de Gray et de Dole, ainsi que la ville impériale de Besançon.
La paix d'Aix-la-Chapelle est signée avant que la Triple-Alliance, qui l'avait amenée, eût été consommée par l'accession de la couronne de Suède. Cette accession n'a lieu que le 15 mai 1668, par un acte signé à Westminster, suivant la promesse de paiement espagnol des subsides à raison du nombre de troupes suédoises engagées.
Plus tard, l'Angleterre propose aux Hollandais de rendre la Triple-Alliance permanente et d'y faire entrer l'Espagne, mais Jean de Witt décline cette proposition.
La paix n’est que temporaire. Déjà, le roi de France songe à châtier ce qu’il appelle l’orgueil des Hollandais, rivaux du commerce et de la marine de France, et à les « anéantir ». C'est l'aube d'une guerre nouvelle qui opposera la France et la Quadruple-Alliance, la guerre de Hollande.